# Martin Bottesch

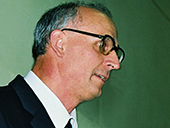
Martin Bottesch

Martin Bottesch (* 27. September 1953 in Großpold, Kreis Sibiu) ist ein rumänischer Autor und Lokalpolitiker aus der deutschsprachigen Minderheit der Siebenbürger Landler.

## Leben
Bottesch studierte an der Babeș-Bolyai-Universität Cluj Mathematik. Er war in verschiedenen leitenden Funktionen des Demokratischen Forums der Deutschen in Rumänien (DFDR), der Vertretungsorganisation der rumäniendeutschen Minderheit, seit dessen Gründung im Jahre 1990  ehrenamtlich tätig.
Seit 1998 arbeitet er als Leiter des Zentrums für Lehrerfortbildung in deutscher Sprache in Mediaș. Bildungspolitik stellte dabei von jeher den Arbeitsschwerpunkt dar. Im Fachbereich Didaktik der Mathematik und bezüglich der Geschichte der Landler hat Bottesch an mehreren Artikeln, Broschüren und Büchern mitgearbeitet bzw. diese veröffentlicht.
Seit den Lokalwahlen 2004, als das DFDR im Kreis Sibiu die Mehrheit der Stimmen erlangte, bekleidete Bottesch das Amt des Kreisratsvorsitzenden (rum. Președinte al Consiliului Județean). Dies endete im Jahre 2012.

## Auszeichnungen
- 2009: Großes Silbernes Ehrenzeichen für Verdienste um die Republik Österreich[2]
- 2022: Bundesverdienstkreuz am Bande

## Werke
- mit Johanna Bottesch: Die bairisch-österreichische Mundart der Landler von Grosspold (Apoldu de Sus) in Siebenbürgen (Rumänien). VWGÖ, Wien 1992, ISBN 3-85369-892-1.
- Landlerii transilvaneni. Central, Mediaș, 2001, ISBN 973-85183-0-X.
- als Hrsg.: Die siebenbürgischen Landler: eine Spurensicherung. Gemeinsam mit Franz Grieshofer und Wilfried Schabus. Böhlau, Wien 2002, ISBN 3-205-99415-9.